# Cambo
Cambo är en ort i civil parish Wallington Demesne, i grevskapet Northumberland i England. Orten är belägen 23 km från Hexham. Cambo var en civil parish 1866–1955 när det uppgick i Wallington Demesne. Civil parish hade 60 invånare år 1951.